# Henrik Strube
Pour les articles homonymes, voir Strube.
 (août 2020).
Henrik Strube (21 février 1949) est un guitariste, musicien et compositeur danois .

## Discographie
- Fødelandssange (1972)
- Ven og Fjende (1976)
- Jackpot (1977)
- Hunden er løs (1979)
- Den Flyvende Duo (1981)
- Unruhrig (1983)
- 8338 (1983)
- Som sol og måne (1985)
- Hjertets vagabonder (1986)
- Nyt land (1988)
- Bellevue (1990)
- Blå Himmel over byen (1997)
- Mærk'ligt (2002)
- STORYBEAT (2008)
- Selvoptaget (2010)
- En Håbefuld Mand (2015)
- Lydia (2016)